# KJLH
KJLH Los Angeles – Radio Free 102,3 FM ist eine Urban Contemporary Radiostation aus Los Angeles, Kalifornien. Der Sender zählt zu den 10 beliebtesten „Schwarzen Radiostationen“ der USA und gehört dem Unternehmen Taxi Productions von Stevie Wonder. KJLH spielt R&B und klassischen Soul, daneben auch Hip-Hop, Gospel und Smooth Jazz Tracks.
Der UKW-Sender steht in View Park-Windsor Hills (Los Angeles County) und sendet mit 5,6 kW ERP auf 102,3 MHz.

## Geschichte
Die Sendefrequenz 102,3 MHz war ursprünglich auf den Sender KFOX-FM in Long Beach lizenziert, der ein Country Format sendete. 1965 kaufte der afroamerikanische Geschäftsmann John Lamar Hill aus South Los Angeles den Sender und organisierte einen Relaunch als KJLH mit einem „Black Radio Format“ (smooth R&B, Soul, Jazz und MOR). Der Sender zog nach Los Angeles um.
1979 verkaufte Hill seinen Sender an den Musiker Stevie Wonder für 2 Millionen US-Dollar. Wonder gründete dafür eigens die Betreiberfirma Taxi Productions. Er gab der Station das aus dem Rufzeichen resultierende Motto „Kindness, Joy, Love & Happiness.“
Als einer der lokalen Konkurrenzsender KDAY ab 2009 dazu überging, mehr klassischen Hip-Hop zu spielen, nahm auch KJLH mehr Hip-Hop ins Programm, behielt aber die Musikrichtung Urban Adult Contemporary.
KJLH ist die älteste Radiostation im Besitz eines „African American“ an der US-Westküste.